# 働くオトナの恋愛事情
『働くオトナの恋愛事情』（はたらくオトナのれんあいじじょう）は、あかべぇそふとすりぃより2016年1月29日に発売された18禁美少女アドベンチャーゲーム。

## あらすじ
変わり映えのしない日々を送る会社員の男鹿樹はある出会いを機に変化していく。

## 登場人物
男鹿 樹 （おが いつき）
声：なし
本作の主人公。酒にはすごく強くてまじめで優しく、代わり映えのない日々から抜け出したいと思いつつ過ごすサラリーマン。
アスカ
声：相模恋
身長：155cm B85（E）/ W57/ H84
樹が雪の降る夜の公園で出会った学生。あんまんが大好きで餡から自作するほど大好き。
九十九 紗夜子 （つくも さよこ）
声：鈴谷まや
身長：158cm B89（F）/ W57/ H87
ギターを持って走っていて樹とぶつかった、おっとりした雰囲気のやさしげな女の子。コートを着込むなど厚着だが、それでも服の上からでもわかる巨乳を持つ。
江ノ島 美優 （えのしま みゆ）
声：渋谷ひめ
身長：163cm B93（G）/ W60/ H88
チョコレートとお酒が大好きなWeb広告作成担当の樹の先輩。
鳴門 ともえ （なるみ ともえ）
声：八尋まみ
身長：145cm B78（C）/ W51/ H77
学生に間違われる外見の探偵。
鳥羽 優里香 （とば ゆりか）
声：手塚りょうこ
身長：160cm B85（E）/ W55/ H88
カフェ＆バー 『珠』 の店員。
浦富 伊知朗 （うらとみ いちろう）
声：手植木亨
樹と美優の上司。
朝熊 心 （あさくま しん）
声：ゆうひ
カフェ＆バー 『珠』を経営する。

## スタッフ
- キャラクターデザイン・原画 - 秋空もみぢ
- シナリオ - 中島大河
- 音声制作 - 西坂恭平